# Luigi Perenni
Luigi Perenni oder Prenn, eigentlich Alois Prenn (* 6. Juni 1913 in Kiens; † 28. August 1943 in Cervinia), war ein italienischer Skisportler und Offizier.

## Leben
Luigi Perenni ist der unter dem Faschismus italienisierte Namen von Alois Prenn. Perenni wuchs in Innichen (Südtirol) auf. Er war Angehöriger der 1934 gegründeten Gebirgsschule der italienischen Streitkräfte, der Scuola Militare di Alpinismo, aus der das heutige Centro Addestramento Alpino hervorging. Heute trägt die „Luigi Perenni“-Kaserne in Courmayeur seinen Namen.
Im August 1943 verstarb er, im Rang eines Leutnants, bei einem Unfall im Sportklettern in Cervinia.
Sein Bruder Giovanni Perenni (eigentl. Johann Prenn) war ebenfalls ein erfolgreicher Skisportler.

## Erfolge (Auswahl)
Perenni war bei den Olympischen Winterspielen 1936 in Garmisch-Partenkirchen, noch als Sergente, Mitglied der italienischen Siegermannschaft beim Demonstrationsbewerb Militärpatrouille, wo er zusammen mit Enrico Silvestri, Stefano Sertorelli und Sisto Scilligo Gold gewann.
Bei den im Rahmen der Nordischen Skiweltmeisterschaften als Vorführwettbewerbe ausgetragenen Militärpatrouillen erreichte er 1939 in Zakopane gemeinsam mit Giuseppe Fabre, Refreider und Benedetti den vierten und 1941 zusammen mit Achille Compagnoni, Maurizio Celeste und Giovani Fantoni den dritten Platz.
Als Angehöriger des italienischen Militärs gewann er 1933 beim 18-km-Skilanglauf im Rahmen der Italienmeisterschaft die Bronzemedaille. Außerdem holte er zwischen 1938 und 1941 diverse italienische Meistertitel im Langlauf und in der Kombination. 1936 gewann er mit Francesco Vida und Carlo Ronc sowie 1937 mit Giuseppe Fabre und Anselmo Viviani die Trofeo Mezzalama.